# بيولوجو
بيولوجو مصطلح دنماركي-كوبنهاغن لإدارة الشراكة العامة-الخاصة في مجال علم الحياة :أبحاث طبية ،تطوير الأدوية ،التربية والتدريب ،استراتيجيات الشراكة العامة-الخاصة والعلوم المساعدة. ثبتت البيولوجو في الأكاديمية بدعم من المستشفيات المشاركة ،الوكالة الدنماركية الطبية ،مصانع الأدوية والتقنيات الحيوية ومنظمات أخرى ذات صلة.الشركات الأعضاء من قلب وادي ميديكون هي: نوفو نورديسك ،Lundbeck ،Nycomed ،TopoTarget ،Ferring Pharmaceuticals ،كابيو ،بايو-راد وأخرى. الاتحاد المالي يؤمن قاعدة طبيعية للاعتماد عليها في الدراسات ،الأبحاث والاختصاصات للالتقاء والبحث وتبادل الأفكار والاهتمامات. النقاط التي يركز عليها هذا المفهوم هي : الأبحاث المترجمة ،العلامات الحيوية ،التصوير الطبي ،الأبحاث السريرية ،البنوك الحيوية. معظم النشاطات تقوم لتسهيل التطوير لادوية جديدة ومنتجات لها علاقة بالرعاية الصحية، وجعلها متوفرة بأيدي المرضى. الاتحاد المالي أقيم بالتعاون مع الجامعة ،الاتحاد الدنماركي للأدوية وله فعاليات على المستويين المحلي والعالمي مثلاً الشراكة العالمية العلمية للمهمات في (إسرائيل ،المملكة المتحدة ،هولندا ،الولايات المتحدة) وبرنامج المبادرة الأوروبية التقني. أقيم بيولوجو عام 2005 واستضيف من قبل جامعة كوبنهاغن.

## وصلات خارجية
- بيولوجو نسخة محفوظة 10 يونيو 2011 على موقع واي باك مشين.
- DANSK BIOTEK نسخة محفوظة 23 مايو 2009 على موقع واي باك مشين.
- الجمعية الدنماركية للصانعة الدوائية نسخة محفوظة 19 يوليو 2011 على موقع واي باك مشين.
- الوكالة الدنماركية الطبية
- منطقة العاصمة في الدنمارك
- Statens Serum معهد
- الاتحاد المالي التقني لكوبنهاغن
- المركز الدنماركي لأبحاث سرطان الثدي المترجمة
- اتساع كوبنهاغن
- الوكالة الدنماركية، المركز الأوروبي للأبحاث التقنية والعلمية
- Medicon Valley نسخة محفوظة 10 ديسمبر 2010 على موقع واي باك مشين.
- Medicon Valley Alliance
- شبكة المبادرة في المعلوماتية الحيوية والنظم الحيوية
- ScanBalt